# Kim Jwa-jin
Kim Jwa-jin (24 novembre 1889 - 24 janvier 1930) était un dirigeant anarchiste d'une faction indépendantiste coréenne pendant l'occupation japonaise coréens.  Son surnom était Baegya (백야, 白冶). Il est le père du politicien Kim Du-han et l'aïeul des acteurs Kim Eul-dong et Song Il-gook.

## Biographie
Kim Jwa-jin est né à Hongseong dans une riche famille, les Kim d'Andong. Amateur d'art militaire et pratiquant assidu des arts martiaux, il avait un sens profond de la justice et de la moralité. Il entre à l'académie militaire de Séoul en 1905 et crée une école à son retour à Hongseong. A 17 ans, il brule publiquement les registres des 50 familles d'esclaves en sa possession et leur offre un terrain, réalisant la première émancipation d'esclave de la Corée moderne.
En 1910, la Corée est annexée par le Japon. Kim Jwa-jin, sous couvert d'un faux commerce, se met à récolter des fonds pour organiser la lutte indépendantiste. Arrêté en 1911, il doit purger une peine de deux ans et demi de prison. Après sa libération, il fuit en Mandchourie et prend la tête des forces armées antijaponaises. En 1919, avec l'aide financière du gouvernement provisoire de Shanghaï, il établit l'armée du bureau militaire nordique, puis le 20 octobre 1920, remporte la bataille de Cheonsan-ri, la principale victoire des indépendantistes. En décembre 1920, il est nommé commandant en chef de l'armée indépendantiste. Il se replie ensuite à Alexeevsk en Russie mais les soviétiques le pousse au désarmement car ils ne voulaient pas de conflit avec le Japon.
En 1925, il retourne en Mandchourie et dirige le Shinmin, un groupe d'anarchistes et de nationalistes menant une guérilla contre les Japonais. Il est assassiné par un agent colonial japonais à l'âge de 40 ans.

## Référence
Cet  article est basé sur le texte suivant :
- Kim Jwa-jin, combattant anarchiste pour l’indépendance, KBSworld, le 5 novembre 2010.